# Adama Sanogo
Adama Sanogo, född 12 februari 2002 i Bamako, är en malisk professionell basketspelare (PF) som spelar för Chicago Bulls i National Basketball Association (NBA).
Han blev aldrig NBA-draftad.
Innan Sanogo blev proffs studerade han vid University of Connecticut och spelade för deras idrottsförening Connecticut Huskies.